# Джон Боє
Джон Боє́ (англ. John Boye; нар. 23 квітня 1987, Аккра, Гана) — ганський футболіст. Захисник збірної Гани та турецького «Сівасспора».

## Титули і досягнення
- Срібний призер Кубка африканських націй: 2015